# 건강심리학
건강심리학(Health psychology)은 건강, 질병, 의료 분야의 심리적, 행동적 과정을 연구하는 학문이다. 이 학문은 심리적, 행동적, 문화적 요인이 신체 건강과 질병에 어떻게 영향을 미치는지 이해하는 데 관심이 있다. 심리적 요인은 건강에 직접적인 영향을 미칠 수 있다. 예를 들어, 시상하부-뇌하수체-부신 축에 영향을 미치는 만성적으로 발생하는 환경 스트레스 요인은 누적되어 건강에 해를 끼칠 수 있다. 행동 요인도 사람의 건강에 영향을 미칠 수 있다. 예를 들어, 특정 행동은 시간이 지남에 따라 건강에 해를 끼치거나(흡연 또는 과도한 양의 음주) 건강을 향상(운동에 참여)할 수 있다. 건강 심리학자들은 생물심리사회적 접근 방식을 취한다. 즉, 건강 심리학자들은 건강을 생물학적 과정(예: 바이러스, 종양 등)뿐만 아니라 심리적(예: 생각 및 신념), 행동(예: 습관) 및 사회적 과정의 산물이라고 이해한다. (예: 사회 경제적 지위 및 민족)

## 같이 보기
- 응용심리학
- 직업안전보건
- 자기은폐
- 직무 스트레스

### North America
- “American Psychological Association, Division 38: Health Psychology”. 2014년 7월 29일에 확인함.
- “Division 38: Health Psychology”. 《APA.org.》. 2014년 7월 29일에 확인함.
- “Society for Occupational Health Psychology”. 2012년 12월 10일에 원본 문서에서 보존된 문서. 2014년 7월 29일에 확인함.
- “Society of Behavioral Medicine”. 2014년 7월 29일에 확인함.

### Europe
- “European Health Psychology Society”. 2017년 7월 25일에 확인함.
- “Division of Health Psychology”. 《British Psychological Society》. 2012년 11월 5일에 원본 문서에서 보존된 문서. 2014년 7월 29일에 확인함.
- “European Academy of Occupational Health Psychology”. 2014년 7월 29일에 확인함.